# Pryca
Pryca (acrònim de Precio y Calidad, 'preu i qualitat' en castellà) va ser una cadena espanyola d'hipermercats gestionada pel Groupe Carrefour. La marca es va fundar l'any 1976 i va existir fins al 2000, quan tots els seus locals van adoptar la marca Carrefour.

## Història
Pryca la va crear l'any 1976 el grup Promotora de Hipermercados, format per la cadena francesa Carrefour i la societat de magatzems Simago, del Grupo March. L'empresa tenia ja des del 5 de desembre de 1973 un centre comercial al Prat de Llobregat sota la marca Carrefour, i durant els anys següents es va expandir per la resta d'Espanya emprant principalment la marca Pryca.
Aquest grup va ser un dels primers a Espanya a construir els centres comercials als afores de les grans concentracions urbanes, amb una estructura en esplanada i aparcaments gratuïts en superfície. Més endavant, va explotar galeries comercials en paral·lel i fins i tot va incloure sales de cinema. El 1985 va introduir les marques blanques Pryca de queviures i Tex de productes tèxtils.
El 1989, Hipermercados Pryca va absorbir diverses filials i es va convertir en Centros Comerciales Pryca SA, controlada per Carrefour en el 86% i per Corporación Financiera Alba, també del Grupo March, en el 14% restant. Aquesta societat va diversificar les operacions mitjançant subsidiàries d'explotació de benzineres, finançament i reparació d'automòbils entre altres negocis. Un any més tard, va esdevenir la primera societat del sector a sortir a Borsa.
A final dels anys 1990, Pryca havia superat la centena de locals a tot Espanya. L'any 1999, el Groupe Carrefour va anunciar la fusió amb Promodès, propietària dels hipermercats Continente, i així totes dues marques van desaparèixer en favor de Carrefour. Aquesta unió va convertir el grup resultant en el més important de l'Estat, superat només pel grup El Corte Inglés. Alguns centres Pryca es van adaptar a la nova marca, mentre que d'altres es van vendre per imperatiu legal. El canvi de nom es va oficialitzar al setembre de l'any 2000.